# Друскеникский переулок
Друске́никский переу́лок — переулок в Центральном районе Санкт-Петербурга. Проходит от Фурштатской улицы до улицы Чайковского.

## История
Назван в честь курортного города Друскининкай (по-литовски «друскнис» — соляной), расположенного на реке Немане, в южной части Литвы. Этот город издавна славится бальнеологическими лечебницами.
Переулок так наименован в конце XIX века, когда город Друскининкай называли Друскениками. До этого переулок именовался Кирочным — от Кирочной улицы.

## Транспорт
Ближайшая станция метро — «Чернышевская».